# マキシム・ウラソフ
マキシム・ウラソフ（Maxim Sergeyevich Vlasov、ロシア語: Максим Сергеевич Власов、1986年9月11日 - ）は、ロシアのプロボクサー。サマーラ出身。ボブ・アラムのトップランク社所属。

## 来歴
2005年4月21日、プロデビュー。
2014年7月26日、リガのキプサラ・エキシビション・センターでルーベン・アコスタとWBCバルチックライトヘビー級王座決定戦を行い、7回1分43秒TKO勝ちを収め王座を獲得した。
2015年1月24日、コロラド州ブルームフィールドのファーストバンク・センターでヒルベルト・ラミレスと対戦し10回3-0(2者が93-97、94-96)の判定負けを喫した。
2016年11月14日、リガのスタジオ・69でカルロス・ナシメントとIBOインターコンチネンタルクルーザー級王座決定戦を行い、3回2分12秒TKO勝ちを収めた。
2016年12月3日、モスクワのメガスポルトでラキム・チャキエフとWBAインターナショナルクルーザー級王座決定戦を行い、7回17秒TKO勝ちを収め王座を獲得した。
2018年8月29日、ウラソフがWorld Boxing Super Seriesクルーザー級第2シーズンの出場を発表した。
2018年11月10日、シカゴのUICパビリオンにてWorld Boxing Super Seriesクルーザー級第2シーズン準々決勝としてWBO世界クルーザー級1位で元WBO世界クルーザー級王者クシシュトフ・グウォヴァツキとWBO世界クルーザー級指名挑戦者決定戦を行う予定であったが、試合9日前の11月1日にWBO王者ウシクのヘビー級転向を見据えてWBOが暫定王座決定戦として行うことを承認され、試合は12回0-3（112-115、110-117、110-118）の判定負けを喫し暫定王座を獲得出来なかった。
2020年11月20日、ベラルーシのミンスクにてウマル・サラモフと対戦が予定されていたが、サラモフが新型コロナウイルスの陽性反応を示したため、試合が延期となった。
2021年2月13日、ネバダ州ラスベガスでジョー・スミス・ジュニアとWBO世界ライトヘビー級王座決定戦での対戦が予定されていたが、試合2日前の2月11日にウラソフが新型コロナウイルスの陽性反応を示したため、試合が延期となった。
2021年4月10日、オクラホマ州タルサのオサージ・カジノでサウル・アルバレスの王座返上に伴い1年5ヶ月にわたり空位になっているWBO世界ライトヘビー級王座決定戦をWBO世界ライトヘビー級1位のジョー・スミス・ジュニアと行い、12回判定負けで王座獲得に失敗した。
2022年5月27日、ディルムロド・サティバルディエフと対戦し、6回TKO負けを喫した。試合後に引退を発表した。

## 獲得タイトル
- ABCOスーパーミドル級王座
- WBCバルチックスーパーミドル級王座
- WBCバルチックライトヘビー級王座
- IBOインターコンチネンタルクルーザー級王座
- WBAインターナショナルクルーザー級王座
- WBAコンチネンタルクルーザー級王座
- WBC世界クルーザー級シルバー王座